# Brutus Balbus
Kwintus Bruttius Balbus (fl. 56-57) - rzymski polityk z Pompei. Aktywny politycznie w ostatnich latach istnienia miasta, edyl, kandydował następnie do urzędu duumwira. Zdaniem Andrzeja Łosia mógł być także handlarzem-hurtownikiem. Znany z czterech programmat, dwóch podpisów na tabliczkach woskowych i inskrypcji na amforze.
Utożsamiany z Balbusem występującym w utworze Pompeja Cypriana Kamila Norwida.